# Rudolf von Nebra
Rudolf von Nebra († 13. Januar 1359) war von 1352 bis 1359 Bischof von Naumburg.
Rudolf stammte aus der Familie der Schenken von Nebra-Döbritsche-Bedra, einer Nebenlinie der Schenk von Vargula – eine Familie die vom Ministerialadel bis in den Hochadel gelangte.
Rudolf war Domherr von Naumburg und erwarb zusammen mit seinen Brüdern umfangreichere Besitzungen in der Nähe von Querfurt. Als Propst wählte ihn das Domkapitel zum Bischof, allerdings ohne Zustimmung des Papstes. Daher ernannte Clemens VI. 1352 in Avignon den Breslauer Domherrn Johannes von Neumarkt, der Pfarrer in Neumarkt war, zum Gegenkandidaten. Bei König Karl IV. stieg Johannes 1352 zum Protonotar und Ende 1353 zum Kanzler auf. Als Johannes 1353 zum Bischof von Leitomischl erhoben wurde, sah sich Rudolf als neuen Gegner mit dem Franziskaner Burchard Graf von Mansfeld konfrontiert. Nachdem sich Rudolf nicht verdrängen ließ, setzte der Papst den Kardinal Guy de Boulogne zur Untersuchung der Situation in Naumburg ein. Erst 1358 wurde eine endgültige Entscheidung zugunsten Rudolfs getroffen.
Aus der Zeit von Rudolf als Bischof stammen 26 Urkunden, von denen 21 im Original erhalten geblieben sind. Er urkundete mehrfach in Angelegenheiten die Klöster seines Bistums betreffen. Er soll im Naumburger Dom bestattet worden sein, eine Schrift von Carl Peter Lepsius erwähnte seine Grabinschrift.